# Alexander Boswell
Pour les articles homonymes, voir Boswell.
Le lieutenant général Alexander Crawford Simpson Boswell (né le 3 août 1928 et mort le 13 novembre 2021) est un militaire britannique. 

## Biographie
Alexander Boswel a rejoint l'armée en tant qu'officier subalterne dans le Highlanders d'Argyll et de Sutherland peu après la Seconde Guerre mondiale, et après une série d'affectations régimentaires, fut placé en second commandement de son bataillon au cours de la Konfrontasi. Plus tard, il commande un bataillon, une brigade d'infanterie, avant de prendre le commandement de la 2e Division blindée en 1978. Il est plus tard le officier général commandant en Écosse et lieutenant-gouverneur de Guernesey avant de se retirer en 1990.